# Gianfranco Ferré
Gianfranco Ferré, född 15 augusti 1944 i Legnano, Lombardiet, död 17 juni 2007 i Milano, var en italiensk modeskapare.